# سکالنا
سکالنا (به لاتین: Skalná) یک منطقهٔ مسکونی در جمهوری چک است که در ناحیه خب واقع شده‌است. سکالنا ۱٬۸۹۶ نفر جمعیت دارد.

## خواهرخوانده
شهر نویسورگ خواهرخواندهٔ سکالنا هست.